# Arbeitsfähigkeit
Arbeitsfähigkeit ist die psychische und körperliche Fähigkeit eines Arbeitnehmers, die ihm zugewiesenen Arbeitsaufgaben erfolgreich zu bewältigen. Gegensatz ist die Arbeitsunfähigkeit.

## Allgemeines
Die Arbeitsfähigkeit umfasst sowohl individuelle Aspekte wie Gesundheit und Kompetenzen einer Arbeitskraft als auch allgemeine Aspekte der Arbeitsumgebung wie die Arbeitsbedingungen oder Führungsstil und Unternehmenskultur. Sie beschreibt demnach nicht allein die individuellen Voraussetzungen eines Menschen, um die sich stellenden Arbeitsanforderungen zu erfüllen, sondern umfasst beide Aspekte zu gleichen Teilen und beinhaltet somit ein ausgewogenes Verhältnis zwischen den individuellen Fähigkeiten eines Menschen und den spezifischen Bedingungen und Anforderungen der zu erledigenden Tätigkeiten bzw. eines Arbeitsplatzes.
Das heutige Konzept der Arbeitsfähigkeit ist auf den finnischen Forscher Juhani Ilmarinen aus dem Jahre 2004 zurückzuführen, der sie definiert als „die Fähigkeit eines Menschen, eine gegebene Arbeit zu einem bestimmten Zeitpunkt zu bewältigen“. Sein „Haus der Arbeitsfähigkeit“ umfasst die Arbeit (Führung, Arbeitsumgebung, Arbeitsinhalt, Arbeitsorganisation, Anforderungen), Werte (Einstellungen und Arbeitsmotivation), Kompetenzen (Qualifikation, Wissen, Fähigkeiten und Fertigkeiten) sowie Gesundheit (körperliche, psychische und geistig-mentale).

## Modelle

### Haus der Arbeitsfähigkeit

Haus der Arbeitsfähigkeit

Ein bekanntes Modell zur Arbeitsfähigkeit stammt von dem finnischen Wissenschaftler Juhani Ilmarinen, der in seinem „Haus der Arbeitsfähigkeit“ die wesentlichen Faktoren abbildet. In vier Etagen werden die wesentlichen Einflussfaktoren auf die Arbeitsfähigkeit eines Menschen dargestellt: Gesundheit, Kompetenz, Werte und Arbeit.
Zusätzlich werden Einflussfaktoren auf der Makroebene berücksichtigt, durch die individuelle Arbeitsfähigkeit beeinflusst werden kann (Familie, persönliches Umfeld, Regionale Umgebung sowie Gesellschaft, Kultur, Politik etc.).

### Arbeitsfähigkeitenkreis

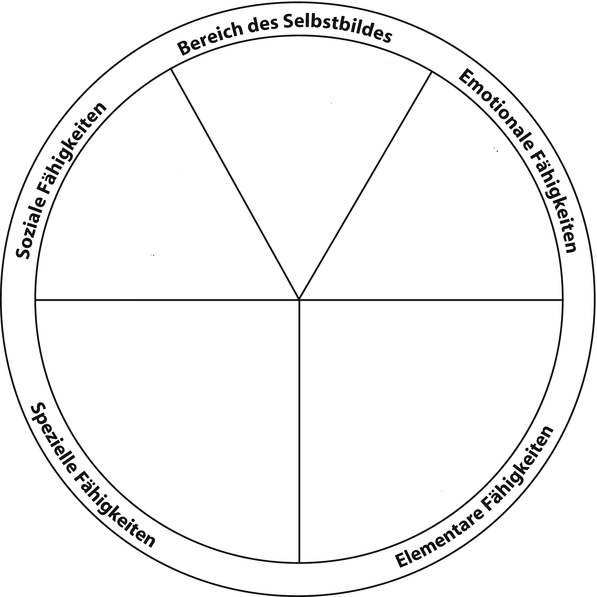
Modell des Arbeitsfähigkeitenkreises in einer vereinfachten Darstellung

Ein weiteres Modell ist der Arbeitsfähigkeitenkreis, der die Arbeitsfähigkeiten nach sozialen Fähigkeiten, dem Selbstbild und emotionale Fähigkeiten im oberen Halbkreis ordnet. Der untere Halbkreis befasst sich hingegen mit den elementaren Fähigkeiten, die für fast jeden Beruf wichtig sind und den fachspezifischen Fähigkeiten, die abhängig von der Berufswahl sind. Dieses Modell findet Anwendung in der beruflichen Rehabilitation und Arbeitsdiagnostik, z. B. im Rahmen einer Ergotherapie oder Psychiatrie. Der Kreis ist im Arbeitsdiagnostischen Zentrum in Osnabrück entstanden und stellt eine modifizierte Version des Funktionskreises von C. Haerlin Cumming und Cumming im Jahr 1962 dar. Es stellt außerdem eine Erweiterung zu der Internationalen Klassifikation der Funktionsfähigkeit dar. Eine Unterteilung kann wie folgendermaßen aussehen:
| elementare Fähigkeiten | fachspezifische Fähigkeiten | soziale Fähigkeiten | Selbstbild | emotionale Fähigkeiten |
| --- | --- | --- | --- | --- |
| - Sorgfalt - Arbeitsqualität - Arbeitstempo - Belastbarkeit - Durchhaltevermögen/Ausdauer - Problemlösefähigkeit - Lernfähigkeit - Pünktlichkeit - Konzentrationsfähigkeit - Geschicklichkeit - Gesundheit - Flexibilität - Planungs- und Organisationsgeschick | - berufliche Fachfähigkeiten - Kreativität - Räumliches Vorstellungsvermögen - Handwerkliches Geschick - Technisches Verständnis - Logisches Denken | - Teamfähigkeit - Kritikfähigkeit - Toleranz - Freundlichkeit/Höflichkeit - Durchsetzungsvermögen - Entscheidungsfähigkeit - Offenheit - Empathie | - Selbstvertrauen - Selbstwert/Selbstwahrnehmung - äußere Erscheinung und Auftreten - realistische Selbsteinschätzung - Selbstständigkeit - Verantwortungsbewusstsein | - Motivation/Antrieb - Eigeninitiative - Interesse - Ich-Stärke - Frustrationstoleranz - Fähigkeit Gefühle zu zeigen - Fähigkeit Distanz zu zeigen |

## Analyse
Mit dem „Arbeitsbewältigungsindex“ (ABI oder auch WAI) lässt sich die Arbeitsfähigkeit messen und somit nachweisen, ob durch spezifische Maßnahmen eine Steigerung der Arbeitsfähigkeit erzielt werden kann oder nicht. Beispielsweise konnte Ilmarinen in verschiedenen Studien zeigen, dass die Arbeitsfähigkeit von Mitarbeitern insbesondere durch eine Kombination aus verschiedenen Maßnahmen auf den Ebenen des Hauses der Arbeitsfähigkeit erheblich gesteigert oder mit zunehmendem Alter erhalten werden konnte.

## Projekte
Im Rahmen des Projektes AKKu (Arbeitsfähigkeit in Klein- und Kleinstunternehmen) der Initiative Neue Qualität der Arbeit (INQA) werden gemeinsam von der Zentralstelle für die Weiterbildung im Handwerk (ZWH), dem Institut für Arbeitswissenschaften der RWTH Aachen, dem Institut für Sicherheitstechnik der Universität Wuppertal und der Demografieberatung d-ialogo Werkzeuge zum Erhalt der Arbeitsfähigkeit in Unternehmen an die Anforderungen von Kleinst- und Kleinunternehmen mit weniger als 15 Mitarbeitern angepasst und multimedial aufbereitet (Stichwort: „Arbeitsfähigkeit 2.0“). In Österreich finanzieren der Europäische Sozialfonds und das Sozialministerium die Demografieberatung für Beschäftigte und Betriebe.
Ziel ist es, die Auseinandersetzung mit diesem Thema sowohl auf Mitarbeiterebene als auch auf Ebene der Geschäftsführer sowie Betriebsinhaber zu fördern und so einen Beitrag zu „guter Arbeit“ zu leisten. Die Initiative Neue Qualität der Arbeit wird durch das Bundesministerium für Arbeit und Soziales gefördert.

## Rechtsfragen
Die Arbeitsfähigkeit beurteilt sich nicht nach der zuletzt übertragenen Tätigkeit, sondern nach der vom Arbeitnehmer aufgrund des Arbeitsvertrages geschuldeten Arbeitsleistung, die der Arbeitgeber als vertragsgemäß hätte annehmen müssen. Die Arbeitsfähigkeit löst damit eine Arbeitspflicht des Arbeitnehmers aus. Nach dem Arbeitsvertrag hat der Arbeitnehmer seine volle Arbeitsleistung (100 %) zu erbringen, wenn er die Arbeit arbeitsbereit antritt. Ansonsten muss er wegen Arbeitsunfähigkeit der Arbeit fernbleiben. Das schließt mithin aus, dass sich ein pflichtbewusster Arbeitnehmer krank zur Arbeit begibt (Präsentismus). Der Arbeitsvertrag begründet allerdings regelmäßig nicht die Pflicht, das gesamte Privatleben und außerdienstliche Verhalten am Interesse des Arbeitgebers auszurichten, dass der Arbeitnehmer nicht arbeitsunfähig wird. Dem Arbeitnehmer steht es deshalb frei, seine Freizeit nach Belieben zu gestalten.
Die Arbeitsfähigkeit entfällt, wenn Hindernisse wie Krankheit, Inhaftierung, Alkoholisierung, Entzug der Fahrerlaubnis oder ein Beschäftigungsverbot vorliegen. Da der Arbeitnehmer das Wegerisiko trägt, entfällt die Arbeitsfähigkeit, wenn er seinen Arbeitsplatz infolge von objektiven Hindernissen wie Verkehrsstörungen (etwa Fahrverbot wegen Smogalarm, Ausfall der öffentlichen Verkehrsmittel, Straßensperrung) oder Naturereignissen (wie Hochwasser, Schneeverwehungen, Eisglätte) nicht erreicht.
Es handelt sich hierbei um „objektive Leistungshindernisse“, bei denen die Leistungspflicht des Arbeitgebers aus dem rechtlichen Gesichtspunkt des § 616 BGB entfällt. Damit greift zu Lasten des Arbeitnehmers § 297 BGB ein, wonach der Arbeitgeber nicht in Verzug kommt, wenn der Arbeitnehmer zur vertraglich vorgesehenen Zeit außerstande ist, die von ihm geschuldete Leistung zu bewirken. Dabei ist unter „Außerstande sein“ nicht nur subjektive, sondern auch objektive Unmöglichkeit der Leistung zu verstehen, wie schon der Gesetzeswortlaut deutlich macht.